# Летние Паралимпийские игры 2000
Летние Паралимпийские игры 2000 прошли в городе Сидней, Австралия, с 18 по 29 октября. Соревновались в 18 видах спорта, разыграли 561 комплект наград. Талисман — плащеносная ящерица Лиззи. Это были первые паралимпийские игры в южном полушарии.

## Страны-участницы
На соревнования приехало 3879 (2889 мужчин, 990 женщин) спортсменов из 122 стран. Также Международный паралимпийский комитет пригласил двух спортсменов из Восточного Тимора, недавно получившего независимость и ещё не имевшего Национального Паралимпийского комитета, которые объединились под названием «Индивидуальные участники».
- Австралия
- Азербайджан
- Алжир
- Ангола
- Аргентина
- Армения
- Барбадос
- Бахрейн
- Белоруссия
- Бельгия
- Бенин
- Бермудские острова
- Болгария
- Босния и Герцеговина
- Бразилия
- Буркина-Фасо
- Вануату
- Великобритания
- Венгрия
- Венесуэла
- Вьетнам
- Германия
- Греция
- Гондурас
- Гонконг
- Дания
- Египет
- Замбия
- Зимбабве
- Израиль
- Индия
- Индонезия
- Иордания
- Ирак
- Иран
- Ирландия
- Исландия
- Испания
- Италия
- Казахстан
- Канада
- Катар
- Камбоджа
- Кения
- Кипр
- Китай
- Тайвань (Китайская республика)
- Колумбия
- Коста-Рика
- Кот-д'Ивуар
- Куба
- Кувейт
- Кыргызстан
- Лаос
- Латвия
- Лесото
- Ливан
- Ливия
- Литва
- Мавритания
- Мадагаскар
- Макао
- Македония
- Малайзия
- Мали
- Марокко
- Мексика
- Молдова
- Монголия
- Нигерия
- Нидерланды
- Новая Зеландия
- Норвегия
- ОАЭ
- Оман
- Пакистан
- Палестина
- Панама
- Папуа — Новая Гвинея
- Перу
- Польша
- Португалия
- Пуэрто-Рико
- Россия
- Руанда
- Румыния
- Сальвадор
- Самоа
- Саудовская Аравия
- Сингапур
- Сирия
- Словакия
- Словения
- США
- Сьерра-Леоне
- Таиланд
- Тонга
- Тунис
- Туркменистан
- Турция
- Уганда
- Украина
- Уругвай
- Фарерские острова
- Фиджи
- Финляндия
- Филиппины
- Франция
- Хорватия
- Чили
- Чехия
- Швейцария
- Швеция
- Шри-Ланка
- Эквадор
- Эстония
- Югославия
- Республика Корея
- ЮАР
- Ямайка
- Япония
- Восточный Тимор